# Romano Prodi
Romano Prodi (Scandiano, Regne d'Itàlia, 1939) és un polític italià que fou Primer Ministre d'Itàlia entre 1996 i 1998 i President de la Comissió Europea entre 1999 i 2004. Entre 2006 i 2008 va ser Primer Ministre d'Itàlia en representació de L'Unione.

## Biografia
Va néixer el 9 d'agost de 1939 a la població de Scandiano, situada a la província de Reggio de l'Emília.
Va començar els seus estudis a Reggio Emilia, on va cursar l'ensenyament secundari, per a posteriorment llicenciar-se en dret a la Universitat Catòlica del Sagrat Cor la ciutat de Milà. Posteriorment amplià els seus estudis a Bolonya i a la London School of Economics.
Interessat en la docència fou professor ajudant de la Facultat de Ciències Polítiques de la Universitat de Bolonya des de 1963, esdevenint l'any 1966 professore incaricato. L'any 1971 fou nomenat catedràtic d'economia política i industrial. Així mateix ha estat professor visitant a la Universitat Harvard i a l'Institut de Recerca de Stanford.

## Trajectòria política

### Inicis polítics
Proper a la línia reformista de la Democràcia Cristiana, va ser nomenat Ministre d'Indústria per Giulio Andreotti l'any 1978. Posteriorment, el 1982 seria nomenat per Giovanni Spadolini president del holding públic IRI (Istituto per la Ricostruzione Industriale), en el qual va obtenir resultats en el seu sanejament econòmic. Va ser president de l'IRI fins a 1989, i, de nou, des de 1993. En la seva segona etapa al capdavant de l'institut va privatitzar diverses de les seves societats. Aquesta segona etapa directiva de l'IRI finalitzà el 1994, amb la victòria en les eleccions generals italianes de Silvio Berlusconi.

### Primer Ministre d'Itàlia
El 1996 es presentà de nou a les eleccions generals al capdavant de la coalició L'Olivera, organització que aglutinava sectors del centre i l'esquerra, laics i d'inspiració catòlica. Després de la victòria electoral, fou elegit el maig d'aquell any Primer Ministre d'Itàlia, formant un govern amb membres de L'olivera i independents, amb el suport extern del Partit de la Refundació Comunista.
L'actuació del govern Prodi de 1996-1998 es va centrar en el sanejament de l'economia italiana, com ja havien començat a fer els seus predecessors Giuliano Amato, Carlo Azeglio Ciampi i Lamberto Dini, a fi de resoldre la important crisi econòmica i aconseguir l'entrada d'Itàlia en el projecte de moneda única europea, que requeria complir certs requisits econòmics que en aquell moment semblaven difícils de complir. Es va aconseguir el principal objectiu econòmic, portar la relació entre dèfecit i Producte Interior Brut dins dels límits requerits per la Unió Europea. Per a això es va implantar un impost extraordinari, conegut popularment com a eurotassa, lligada a la renda de les persones i que l'any 1999 es convertí en un 60%.

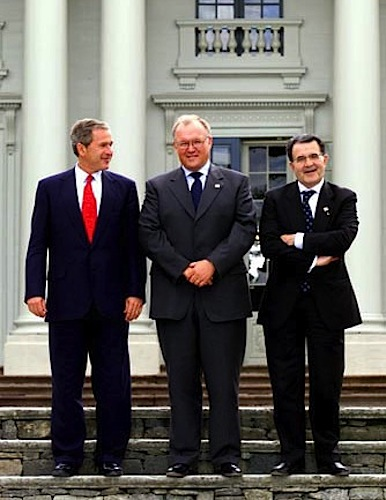
George W. Bush, Göran Persson i Prodi a Göteborg (Suècia) l'any 2001

El 1998 el govern de Prodi caigué, a conseqüència de la pèrdua del suport de part del Partit de la Refundació Comunista, sent substituït per Massimo D'Alema.

### President de la Comissió Europea

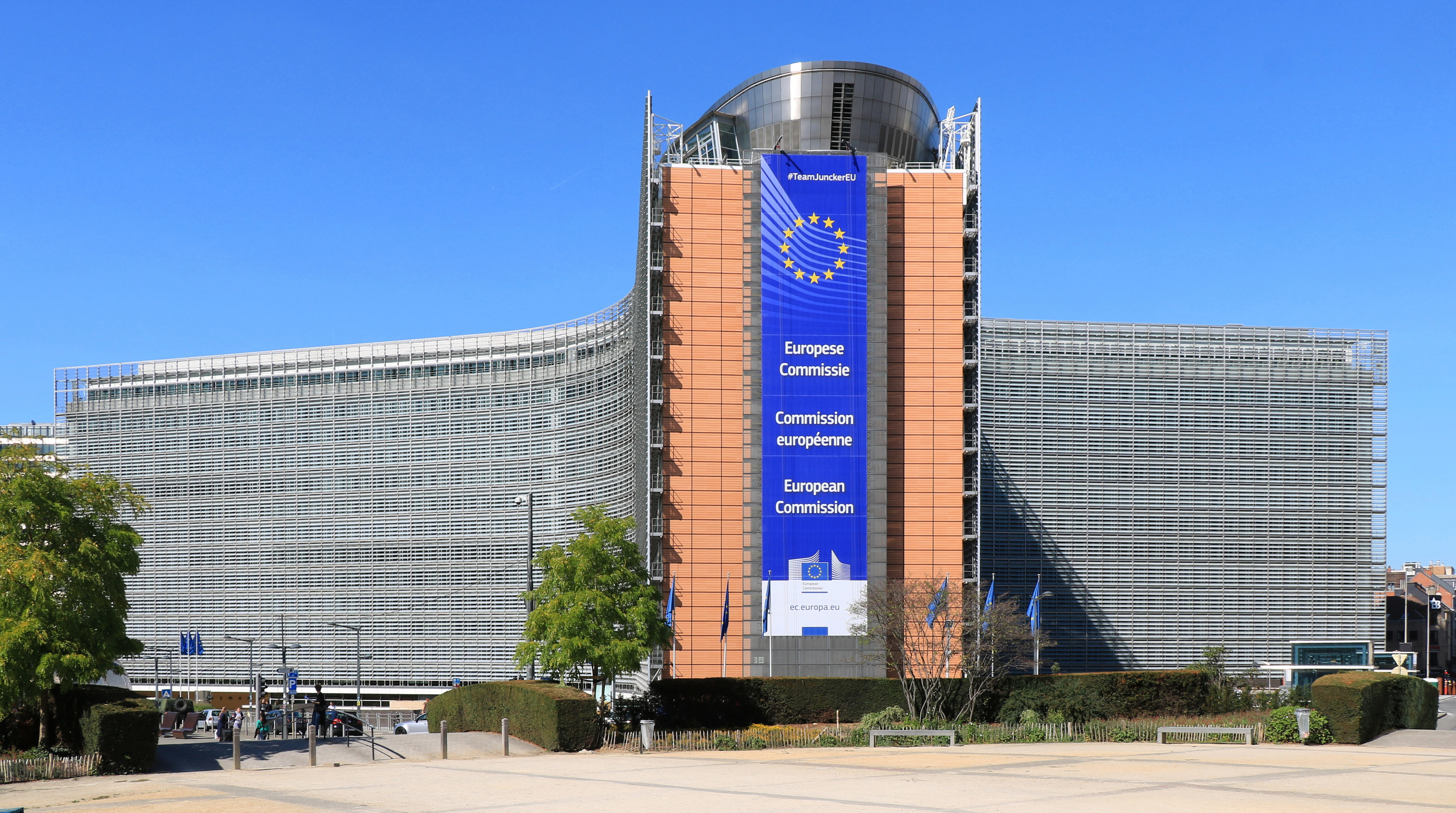
La Comissió Europea a Brussel·les

L'any 1999 fou escollit President de la Comissió Europea, un càrrec de consens entre tots els països integrants de la Unió Europea (UE). Durant aquell període van tenir lloc diversos fets significatius en la història de la Unió Europea, sent la Comissió Prodi l'encarregada de tirar-los endavant: l'entrada en vigor de l'euro com a moneda circulant en onze dels països membres (1 de gener de 2002), l'ampliació de la UE amb deu nous països i la unificació de l'espai judicial europeu, amb la implantació de l'anomenada a l'euroordre (ordre de detenció europea). Ocupà aquest càrrec fins a l'any 2004.

### Primer Ministre d'Itàlia (segon mandat)
Després de la finalització del seu mandat com a President de la Comissió tornà a la política italiana. El 16 d'octubre de 2005 se celebraren, a iniciativa de Prodi, unes primàries per elegir el candidat de la coalició de centreesquerra L'Unione, un grup polític que agrupa diversos corrents com L'Olivera, La Margarida, el Partit Comunista, el Partit Radical o el Partit Socialista entre d'altres, sent Prodi el vencedor.
En les eleccions generals celebrades els dies 9 i 10 d'abril de 2006 La Unió, liderada per Prodi, va obtenir la majoria a la Cambra dels Diputats i el Senat, segons els resultats provisionals, encara pendents de la proclamació definitiva. No obstant això, la victòria de La Unió sobre la Casa de les Llibertats, encapçalada per Silvio Berlusconi, fou molt ajustada en vots, obtenint una àmplia majoria a la Cambra dels Diputats gràcies a la llei electoral vigent, que atorgava un premi de majoria que garanteix 340 diputats a la coalició majoritària. Tot i que amb un nombre de vots menor en les eleccions al Senat, L'Unione obté, sempre per efecte de la llei electoral, una lleugera majoria de només dos senadors. El primer ministre en funcions, Silvio Berlusconi, reclamà un nou recompte, i al·ludí a la possibilitat d'una gran coalició.
Després de diversos recomptes i queixes per part del partit de Forza Italia, l'Audiència Nacional Italiana va donar la victòria de les eleccions a L'Unione de Prodi, que inicià el seu mandat com a Primer Ministre d'Itàlia el 17 de maig de 2006. El 21 de febrer de 2007 presentà la seva dimissió al President Giorgio Napolitano per la pèrdua de confiança del Senat en la seva política exterior. L'Unione, però, refusà la seva dimissió el 23 de febrer, mantenint-lo en el càrrec de primer ministre. El 25 de febrer de 2007 el primer ministre provisional i president de la república, el va convèncer de tornar a ser ell el primer ministre.
Després de la dimissió del Ministre de Justícia, Clemente Mastella, el 16 de gener de 2008, per estar acusat de corrupció, el seu partit, Populars UDEUR (soci de l'Ulivo i del PD), també va deixar el govern i el suport. Això provocà que l'oposició, aprofitant la pèrdua de la majoria al senat, que demanés una votació de censura. A la cambra de diputats, la passà, però al senat, després d'una sessió en què hi va haver molts insults i fins i tot una agressió, el seu govern perdé la votació, cosa que va provocar la caiguda del seu govern el mateix 24 de gener de 2008.